# 吳勝恩
吳勝恩（韓語：오승은，1979年2月8日—），韓國女演員。

## 簡歷
吳勝恩於1979年生於江原道江陵市，她直至高中畢業後才離開故鄉前往首爾的檀國大學就讀戲劇電影系，畢業後作為演員活動。吳勝恩在2003年的電視劇《男生女生向前走4》中獲得了很高的人氣，是她實際上的代表作。加上她出演節目《姜虎東的天生緣分》展現了令人嚮往的舞蹈和搖滾實力。她曾以演員兼歌手的身份作為組合「the red」的成員活動。 2008年，吳勝恩與大其六歲的上市企業代表朴仁奎結婚，兩人共育有兩個女兒。同年演畢TV小說（晨間劇）《大姐》的主角角色後，至五年後才復出參演《至誠感天》，但又隨即中斷演藝活動。2014年5月，她與丈夫因因性格不合離婚，後回到故鄉慶山市，在慶山站附近的玉山洞開了一家咖啡廳。在故鄉逗留一年多的時間，她與當地的音樂能手們團結在一起，每月在咖啡廳裡舉辦慈善音樂表演，將收益捐給有需要的人。
2016年，吳勝恩重啟其歌唱活動，並懷念在舞臺的時光，因而重新開始演藝活動。

## 演出作品

### 電視劇
- 2000年：SBS《田螺（朝鲜语：골뱅이 (시트콤)）》
- 2002年：SBS《明朗少女成功記》
- 2003年：MBC《雪人（朝鲜语：눈사람 (드라마)）》飾演 金相熙
- 2003年：MBC《男生女生向前走4》飾演 吳勝恩
- 2005年：MBC《金藥局的女兒們（朝鲜语：김약국의 딸들 (드라마)）》飾演 龍蘭
- 2007年：Super Action《電視電影－都市怪談DazaView第二季－便宜房》飾演 惠英
- 2008年：KBS《大姐（朝鲜语：큰 언니 (2008년 드라마)）》飾演 宋仁秀
- 2013年：KBS《至誠感天》飾演 吳英雅
- 2013年：tvN《馬鈴薯星2013QR3》（特別演出）
- 2019年：MBC《The Banker》飾演 陳善美（特別演出）
- 2019年：MBN《優雅的家》飾演 崔娜莉
- 2021年：Channel A《Show Window：女王之家》飾演 克莉絲蒂娜·鄭

### 電影
- 2000年：《Truth Game》
- 2001年：《野蠻師生1》
- 2003年：《The Garden Of Heaven》（特別演出）
- 2007年：《A Thousand Cranes》
- 待定：《十九，三十九》

## 外部連結
- 吳勝恩的Instagram帳戶